# San Pedro Mixtepec Distrito 22
San Pedro Mixtepec Distrito 22 là một đô thị thuộc bang Oaxaca, México. Năm 2005, dân số của đô thị này là 33682 người.